# Pleasant Ridge Plantation
Pleasant Ridge Plantation es una plantación ubicada en el condado de Somerset en el estado estadounidense de Maine. En el censo de 2010 tenía una población de 93 habitantes y una densidad poblacional de 1,46 personas por km².

## Geografía
Pleasant Ridge Plantation se encuentra ubicada en las coordenadas 45°5′38″N 69°58′12″O / 45.09389, -69.97000. Según la Oficina del Censo de los Estados Unidos, Pleasant Ridge Plantation tiene una superficie total de 63.63 km², de la cual 57.29 km² corresponden a tierra firme y (9.97%) 6.34 km² es agua.

## Demografía
Según el censo de 2010, había 93 personas residiendo en Pleasant Ridge Plantation. La densidad de población era de 1,46 hab./km². De los 93 habitantes, Pleasant Ridge Plantation estaba compuesto por el 100% blancos, el 0% eran afroamericanos, el 0% eran amerindios, el 0% eran asiáticos, el 0% eran isleños del Pacífico, el 0% eran de otras razas y el 0% pertenecían a dos o más razas. Del total de la población el 0% eran hispanos o latinos de cualquier raza.